# (716) Berkeley
Pour les articles homonymes, voir Berkeley.
(716) Berkeley est un astéroïde de la ceinture principale découvert le 30 juillet 1911 par l'astronome autrichien Johann Palisa. Sa désignation provisoire était 1911 MD.
Il fut nommé d’après l'université de Berkeley en Californie.